# 남도육종
남도육종(南都六宗)은 일본 나라 시대(奈良時代: 710~794)에 헤이조쿄를 중심으로 번창한 다음의 6개의 불교 종파의 총칭으로 나라 불교(奈良仏教)라고도 한다.
- 법상종(法相宗)
- 삼론종(三論宗)
- 구사종(俱舍宗)
- 성실종(成實宗)
- 화엄종(華嚴宗)
- 율종(律宗)

겐메이 천황이 헤이조쿄(平城京: 지금의 나라시)로 천거한 직후부터 도성을 헤이안쿄(平安京: 지금의 교토시)로 옮겨 갈 때까지의 80여 년간(710~794)을 나라 시대라고 한다. 이 시대 중에서 쇼무 천황(재위 724~749)의 시대는 나라 불교의 최고 전성기였다.
일본에 전래된 불교 종파 가운데 나라 시대에 가장 성행한 것은 삼론종과 법상종이었다. 비록 이후에 화엄종과 율종의 2종이 전파되었지만, 이 두 종파는 유행한 시기가 비교적 짧기 때문에 가장 성행한 유파로 볼 수 없다. 나라 시대에는 불교 제도가 점차 완비되어 승관의 설치, 승위의 수여, 승니의 품행과 의식주 등에 관한 상세한 규정이 있었다. 불교는 국가를 수호하는 종교로 인정되어 정치와 긴밀하게 연계되어 있었다. 또 승려는 정치에 참여하였으며 조정은 승려에 대해 상당한 대우를 해주었다.

## 형성 배경
쇼토쿠 태자(574~622) 시대부터 지배계급 가운데에는 불교를 국가 통일의 사상적 기반으로 생각하는 사람이 있었다. 이러한 생각은 율령국가의 성립과 더불어 더욱 강렬해졌다.
스이코 천황(재위 593~628) 시대에는 불교의 강학이 거의 한국의 승려들에 의해 전수되었고, 후에 견수사 · 견당사가 나타나고 그들과 함께 유학승들이 활약하면서 중국에서 온 고승도 점차 많아지게 되었다.
쇼무 천황(재위 724~749)은 사회 동요가 심각해지자 불교의 힘을 빌려 사회를 안정시키려고 지방 각지에 절을 세웠다. 쇼무 천황은 칙령을 내려 경전을 필사하게 하고 절마다 땅을 하사하였다.
나라 시대(奈良時代: 710~794)에는 한국 및 중국에서 온 승려들과 중국으로 유학갔던 승려들이 돌아와 불교를 연구하였다. 그 결과 삼론종 · 성실종 · 법상종 · 구사종 · 화엄종 · 율종의 이른바 남도육종(南都六宗)이 형성되었다. 여기에서 말하는 "종(宗)"이란 불교의 종파나 종단을 가리키는 것이 아니고, 학파와 유사한 집단을 가리키는 것이다. 나라의 대사원에는 수많은 "종"이 사실상 함께 존재하고, 한 승려가 여러 종을 겸하여 배우거나 연구할 수도 있었다. 특히 독립된 종을 형성할 능력이 없는 성실종과 구사종은 다른 종과 겸하여 연구되었다. 그리하여 이 두 "종"은 우종(寓宗: 다른 종파에 딸려 있는 종파)이라 불렸다.

## 삼론종
남도육종 중에서 가장 먼저 일본에 전파된 것은 삼론종이었다. 625년에 고구려 승려 혜관이 원흥사에서 처음으로 삼론종의 강의를 시작하였다. 그러므로 일본에서는 혜관을 삼론종의 시조로 삼고 있다. 혜관은 일찍 당나라로 들어가 길장으로부터 삼론을 전수받았다.
혜관의 제자는 매우 많았는데, 그들 중에는 당나라에 가서 불법을 연구한 이도 많았다. 복량(福亮)은 본래 중국 오나라 사람으로 일본에 귀화한 후 머리를 깎고 승려가 되어 혜관의 문하생이 되었고, 658년에는 《유마경》을 강론하였다. 또 혜관의 제자로 지장(智藏)이 유명하며, 지장에게는 도자(道慈) · 지광(智光) · 예광(禮光)이라는 세 명의 제자가 있었다. 일본의 삼론종은 이들로부터 흥성하게 되었다.

## 성실종
성실종은 한국과 중국에서는 매우 성행하였으나, 일본에서는 그다지 유행하지 못하였다. 그러나 덴무 천황 때에 이르러 백제의 승려 도장(道藏)이 일본에 와 일본 성실종의 시조가 된 이후부터 성실종은 활기를 띠게 되었다.

## 법상종
삼론종이 일본에 전파된 지 30여 년이 지나 사이메이 천황(재위 642~645, 655~661) 때에 일본의 승려 도소(道昭)가 법상종을 전파하기 시작하였다. 그는 653년 견당사를 따라 당나라에 건너가 현장에게서 법상종을 배웠다. 당나라에 있는 7년 동안 그는 선종에도 접근하였다. 도소는 죽을 때 화장해 달라고 유언하였는데, 이로부터 일본에 화장의 풍습이 뿌리내렸다.
658년에 지통(智通)과 지달(智達) 두 사람이 신라의 배를 타고 당나라에 건너가 현장과 규기에게서 법상종을 배웠는데 이것이 제2전(傳)이다.
703년에는 지봉(智鳳)과 지웅(智雄) 등의 신라 사람들이 당나라에 들어가 법상종 3대조인 지주(智周)에게 가르침을 받은 후 일본으로 왔다. 이것이 제3전(傳)이다.
이상 세 번의 전래 중에서 첫 번째와 두 번째의 전래를 남사전(南寺傳) 혹은 원흥사전(元興寺傳)이라 하고, 세 번째 전래는 북사전(北寺傳) 혹은 흥복사전(興福寺傳)이라 칭한다.
그런데 남사(南寺)의 도소 · 지달 아래에는 행기(行基)보살이 있었고, 북사(北寺)의 지봉(智鳳) 승정 아래에는 의연(義淵) 승정이 있었다.
행기는 일찍이 의연에게서도 배운 적이 있는데, 나라 시대의 법상종은 의연 이후 교세가 크게 발전되었다. 의연은 지봉을 스승으로 모시고 후에는 사찰을 개창하며 제자들을 양성하였다. 그는 728년에 입적하였는데, 학덕은 당대 최고에 이르렀다.
의연 문하의 제자 가운데서는 겐보(玄昉)의 명망이 가장 높았다. 겐보는 717년에 견당사를 따라 당나라에 가서 지주(智周)에게서 법상종의 교의를 배웠는데, 18년간 당나라에 머무르다 734년에 귀국하여 흥복사에 머물렀다. 737년 쇼무 천황(재위 724~749)은 겐보에게 자색 가사를 하사하였다.
겐보의 제자로는 선주(善珠)가 있었고 행기의 아래에는 승우(勝虞)가 있었는데 각기 남북 양사를 계승하여 전하였다.

## 화엄종
736년에 중국 승려 도선(道璿: 702~760)이 일본으로 왔는데, 그는 율(律)을 강술한 동시에 《화엄경》도 강의하였다.
또 당시 화엄종에 정통한 신라 승려 심상(審祥: ?~742)이 일본의 다이안지(大安寺)에 머무르고 있었다. 때마침 이를 알게 된 일본 승려 양변(良辨)은 화엄종을 융성시킬 목적으로 심상을 청해 《화엄경》의 강술을 청하였다. 이것이 일본 화엄종의 시작이었다. 그러므로 일본 화엄종의 시조는 심상이라 할 수 있다. 도다이지(東大寺)는 화엄종의 근본 도량이었다.

## 율종
율종은 일본에 가장 늦게 전파되었다. 754년 중국에서 일본으로 건너온 감진(鑒眞: 687~763)은 일본에 율종을 전파하였다.
그러나 이보다 앞서 스슌 천황(재위 587~592) 시대에 이미 일본 최초의 승려들이 백제에 가서 수계를 받았다. 또 736년 일본에 온 도선(道璿: 702~760)도 대안사에서 이미 율종을 강론하였다.

## 같이 보기
- 일본의 불교
- 율 (불교)

## 참고 문헌
- 이 문서에는 다음커뮤니케이션(현 카카오)에서 GFDL 또는 CC-SA 라이선스로 배포한 글로벌 세계대백과사전의 내용을 기초로 작성된 글이 포함되어 있습니다.